# 相互再帰
相互再帰（そうごさいき、英: mutual recursion）は再帰の一種であり、直接的にそれ自身に対する再帰になっているのではなく、複数の関数などの間で相互に再帰になっているものである。

## 数学
以下の関数 A(x) と B(x) は相互再帰である。
{\displaystyle A(x)={\begin{cases}1&,x\leq 1\\B(x+2)&,x>1\end{cases}}}
{\displaystyle B(x)=A(x-3)+4}
方程式によっては、相互再帰は、複雑系やカオス理論へとつながることもある。

## プログラミング言語
相互再帰は関数型プログラミングでは非常に一般的で、LISP、Scheme、MLなどのプログラミング言語でのプログラムに多く使われている。Prologのような言語では、相互再帰の使用は避けられない。再帰下降パーサなど、手続き型プログラミングでも使われる手法である。
プログラミングスタイルによっては、相互再帰を禁止することもある。というのも、無限に再帰呼び出しし続けるコードを書かないようにすることも、そのようなコードを検出して修正することも難しいためである。